# Mount Tatlow
Mount Tatlow – szczyt w Kanadzie, w Kolumbii Brytyjskiej, w paśmie Pacific Ranges, w części Chilcotin Ranges, w Górach Nadbrzeżnych. Jego zwyczajowa nazwa nadana przez rdzenną ludność zamieszkującą tereny w pobliżu szczytu to Ts'ilʔos. Leży on na terenie Ts'ilʔos Provincial Park.